# Dominik Kijanesi
Dominik Kijanesi (engl. Dominic Chianese; IPA: 
 
) američki je glumac i pevač italijanskog porekla. Rođen je 24. februara 1931. u Bronksu, Njujorku, a najpoznatiji je po ulozi Džuniora Soprana u televizijskoj seriji „Porodica Soprano“.

## Glumačka karijera
Dominik Kijanesi je glumačku karijeru počeo 1952. godine glumeći u mjuziklovima i predstavama u njujorškim pozorištima, u kojima je uglavnom igrao epizodne uloge. Kao iskusni pozorišni glumac, Kijanesi se prvi put pojavio na filmu 1972. godine u ostvarenju Fuzz. Nedugo posle toga, 1974. godine, imao je prvu zapaženiju ulogu, glumeći u jednom od najpoznatijih gangsterskih filmova svih vremena, Kumu 2, u kome je glumio mafijaša Džonija Olu i u kome je prvi put igrao zajedno sa Alom Pačinom. U to vreme, Kijanesi se pojavio u nekoliko filmova reditelja Sidnija Lumeta, uključujući i film Dog Day Afternoon iz 1975. godine u kome je ponovo sarađivao sa Pačinom.
Naredne dve decenije Dominik Kijanesi je nastavio da gradi svoju karijeru kako na filmu, tako i na televiziji i u pozorištu. Svoj raskošni talenat najbolje je pokazivao pojavljujući se u različitim vrstama televizijskih serija, od krimi drame Law & Order do komedije Hope & Faith. Kijanizi je često glumio gangstere, kao na primer u biografskom filmu HBO-a Gotti iz 1996. godine. Upravo tim ulogama je i skrenuo pažnju na sebe reditelju Dejvidu Čejsu, koji mu je poverio ulogu koja će mu kasnije doneti ogromnu slavu.

### Porodica Soprano
Televizijska serija reditelja Dejvida Čejsa snimana u produkciji HBO televizije, „Porodica Soprano“, počela je da se emituje 1999. godine, a upravo u njoj je Dominik Kijanesi imao svoju najpoznatiju ulogu. Od početka serije, Kijanesi je glumio jednog od glavnih likova serije, Džuniora Soprana, temperamentnog ujaka glavnog lika serije, Tonija Soprana, sa kojim je često ulazio u konflikt u vezi sa porodičnim biznisom. Serija je doživela neverovatan uspeh a Kijanesi je za glumu dva puta nominovan za Emi nagradu za najboljeg sporednog glumca, 2000. i 2001. godine.

## Muzička karijera
Paralelno sa radom na „Porodici Soprano“, Dominik Kijanesi je stvarao i muzičku karijeru. Objavio je dva albuma: Hits, objavljen 2001. godine koji je između ostalog sadržao i nekoliko numera koje je Kijanesi komponovao i Ungrateful Heart iz 2003. godine, koji predstavljaju kolekciju italijanskih pesama. I danas redovno nastupa u Njujorku, izvodeći uglavnom balade i italijanske narodne pesme.

## Filmografija
| Godina | Srpski naziv            | Originalni naziv                                              | Uloga                           | Napomena                                  |
| ------ | ----------------------- | ------------------------------------------------------------- | ------------------------------- | ----------------------------------------- |
| 1972.  |                         | Fuzz                                                          | Panhendler                      |                                           |
| 1974.  | Kum 2                   | The Godfather: Part II                                        | Džoni Ola                       | Prva saradnja sa Al Pačinom               |
| 1975.  | Pasje popodne           | Dog Day Afternoon                                             | Otac                            | Druga saradnja sa Al Pačinom              |
| 1976.  | Svi predsednikovi ljudi | All the President's Men                                       | Eugenio R. Martinez             |                                           |
| 1978.  |                         | Fingers                                                       | Artur Fox                       |                                           |
| 1978.  |                         | On the Yard                                                   | Mendoza                         | Nekreditovana uloga                       |
| 1979.  |                         | Firepower                                                     | Orliv                           |                                           |
| 1979.  |                         | ...And Justice for All.                                       | Karl Traves                     | Treća saradnja sa Al Pačinom              |
| 1980.  |                         | A Time for Miracles                                           | Promoter                        | TV film                                   |
| 1981.  |                         | Fort Apache the Bronx                                         | Korelijev otac                  |                                           |
| 1989.  |                         | Second Sight                                                  | Otac Dominik                    |                                           |
| 1990.  |                         | Q & A                                                         | Leri Pešč/Vito/Lorenzo Frankoni |                                           |
| 1990.  |                         | The Lost Capone                                               | Gabrijel Kapone                 | TV film                                   |
| 1991.  |                         | Out for Justice                                               | Gospodine Madano                |                                           |
| 1991.  |                         | Coconut Downs                                                 | Niki Fiš                        | TV film                                   |
| 1992.  |                         | The Public Eye                                                | Spoleto                         |                                           |
| 1993.  |                         | The Contenders                                                | Mladin otac                     |                                           |
| 1993.  |                         | The Night We Never Met                                        | Bučni komšija                   |                                           |
| 1996.  |                         | If Lucy Fell                                                  | Al                              |                                           |
| 1996.  |                         | Love Is All There Is                                          | Italijanski konzul              |                                           |
| 1996.  | Goti                    | Gotti                                                         | Džo Armone                      | TV film                                   |
| 1996.  |                         | Looking for Richard                                           | Dominik Kijanizi                | Glumi sebe/Četvrta saradnja sa Al Pačinom |
| 1996.  |                         | The Mouse                                                     | Trener Al                       |                                           |
| 1996.  |                         | Night Falls on Manhattan                                      | Sudija Impeliteri               |                                           |
| 1998.  |                         | Went to Coney Island on a Mission from God... Be Back by Five | Majki                           |                                           |
| 1999.  |                         | Cradle Will Rock                                              | Silvano                         |                                           |
| 2000.  |                         | Under Hellgate Bridge                                         | Otac Nikols                     |                                           |
| 2002.  |                         | Unfaithful                                                    | Frenk Vilson                    |                                           |
| 2004.  |                         | When Will I Be Loved                                          | Tomazo Lupo                     |                                           |
| 2004.  |                         | King of the Corner                                            | Sten Maršak                     | Crtani film                               |
| 2004.  |                         | Crimes of Fashion                                             | Džordž                          | TV film                                   |
| 2007.  |                         | Adrift in Manhattan                                           | Tomazo Pensara                  |                                           |
| 2008.  |                         | What About Sal?                                               | Salvador pućini                 | Kratki TV film                            |
| 2010.  |                         | The Last New Yorker                                           | Leni Šugermen                   |                                           |
| 2011.  |                         | Mr. Popper's Penguins                                         | Rider                           |                                           |

## Televizijske serije
| Godina      | Srpski naziv     | Originalni naziv                         | Uloga                         | Broj epizoda | Nagrade           | Napomena                          |
| ----------- | ---------------- | ---------------------------------------- | ----------------------------- | ------------ | ----------------- | --------------------------------- |
| 1964.       |                  | East Side/West Side                      | Čarli                         | 1            |                   |                                   |
| 1976.       |                  | Kojak                                    | Džordž Malik                  | 1            |                   |                                   |
| 1980.-1981. |                  | Ryan's Hope                              | Aleksej Vartova / Ujak Ben    | 41           |                   |                                   |
| 1986.       |                  | Tales from the Darkside                  | Korelijev otac                | 1            |                   |                                   |
| 1991.-1997. |                  | Law & Order                              | Sudija Pol Kajlin / Den Rubel | 3            |                   |                                   |
| 1997.       |                  | Cosby                                    | Lukas Rejmondišs              | 1            |                   |                                   |
| 1999.-2007. | Porodica Soprano | The Sopranos                             | Džunior Soprano               | 86           | Jedna SAG nagrada | U dve epizode nastupa i kao pevač |
| 2004.       |                  | Hope & Faith                             | Irv Miller                    | 1            |                   |                                   |
| 2010.       |                  | Damages                                  | Stjuart Zedek                 | 7            |                   |                                   |
| 2010.       |                  | Blue Bloods                              | Srećni Džek                   | 1            |                   |                                   |
| 2011.       |                  | The Secret Life of the American Teenager | Vik                           | 2            |                   |                                   |
| 2011.       |                  | Boardwalk Empire                         | Lender Kepas Vitlok           | 7            | Jedna SAG nagrada |                                   |

## Spoljašnje veze
- Dominik Kijanesi на веб-сајту  (језик: енглески)